# ロフォガスター目
ロフォガスター目（ロフォガスターもく、Lophogastrida）は、フクロエビ上目の甲殻類の分類である。遊泳性のエビに似た外見で、大部分は世界中の比較的深い外洋に生息する。
ほとんどの種は体長1から8cmであるが、トゲベニオオアミは体長35cmにも達し、恐らくは最大の外洋甲殻類である。3科9属に56の現生種が知られている。ロフォガスター目の外見上の特徴には、柄のある複眼、頭節と胸節を覆う甲羅、筋肉でできた円錐形の腹節がある。甲羅はしばしば頭部を超えて伸び、吻を形成する。他のフクロエビ上目と同様に、ロフォガスター目はコエビ下目とは異なり、幼生を育児嚢の中で育て、プランクトン幼生の段階を欠く。
以前は、ロフォガスター目はアミ目の下目として分類されていたが、この分類は現在は廃止されている。ロフォガスター目をアミ目から区別する特徴には、分子系統の他に、腹肢に平衡胞を欠いていることや腹節に発達した二枝の遊泳肢を持っていることがある。